# 유지범
유지범(劉址範, 1959년 9월 6일~)은 대한민국의 공학자이자 교수이며 현재 성균관대학교 총장이다. 인천 출신이다.

## 학력
- 제물포고등학교
- 1982년: 서울대학교 금속공학 학사
- 1984년: 서울대학교 대학원 금속공학 석사
- 1989년: 스탠퍼드 대학교 대학원 재료공학 박사

### 명예 박사 학위
- 2024년: 국립 정치 대학 명예 교육학박사[2]

## 주요 경력
학내 경력
- 1994년~2005년: 성균관대학교 공과대학 재료공학과 교수
- 2005년~현재: 성균관대학교 공과대학 신소재공학부 교수
- 2007년~2009년: 성균관대학교 공학교육혁신센터 센터장
- 2009년~2014년: 성균나노과학기술원 부원장
- 2011년~2014년: 성균관대학교 공과대학 학장
- 2015년~2018년: 성균관대학교 자연과학캠퍼스 부총장 겸 산학협력단장 겸 공동기기원장 겸 LINC사업단장
- 2023년~현재: 제22대 성균관대학교 총장[3][4][5]
- 2023년 1월~현재: 학교법인 성균관대학 이사(교육이사)

대외 경력
- 1989년~1994년: 한국전자통신연구원 선임연구원
- 2001년~2002년: 삼성종합기술원 초빙연구원
- 2009년~2016년: 나노소재기반 휴먼인터페이스 연구센터장
- 2017년~2021년: 주식회사 엘엠에스 사외이사
- 2017년~2021년: 삼성전기 사외이사
- 2018년~2021년: 나노기술연구협의회 회장
- 2022년: 한국연구재단 국책연구본부장
- 2022년~2024년: 국가전략기술조정위원회 위원
- 2024년~현재: 서울총장포럼 회장(제10기)[6]

## 논문
- 석사 학위 논문: 《亞黃酸에 依한 深海底 망간團塊로부터 有價金屬의 抽出에 관한 硏究》(서울大學校 大學院 : 金屬工學科 1984) ※관련 링크
- 박사 학위 논문: 《Preparation and characterization of copper indium diselenide-based solarcells with a thin zinc selenide intermediate layer》(Thesis (Ph.D.) Graduate Studies of Stanford University Department of Materials Science and Engineering, 1989.8) ※관련 링크

## 회원
- 2018년: 한국공학한림원 정회원